# Vagli Sotto
Vagli Sotto település Olaszországban, Toszkána régióban, Lucca megyében. Lakosainak száma 834 fő (2023. január 1.). Vagli Sotto Camporgiano, Careggine, Massa, Minucciano és Stazzema községekkel határos.

## Népesség
A település lakossága az elmúlt években az alábbi módon változott:
| Lakosok száma | 926  | 930  | 834  |
|               | 2017 | 2018 | 2023 |